# Galleria storica del corpo nazionale dei vigili del fuoco

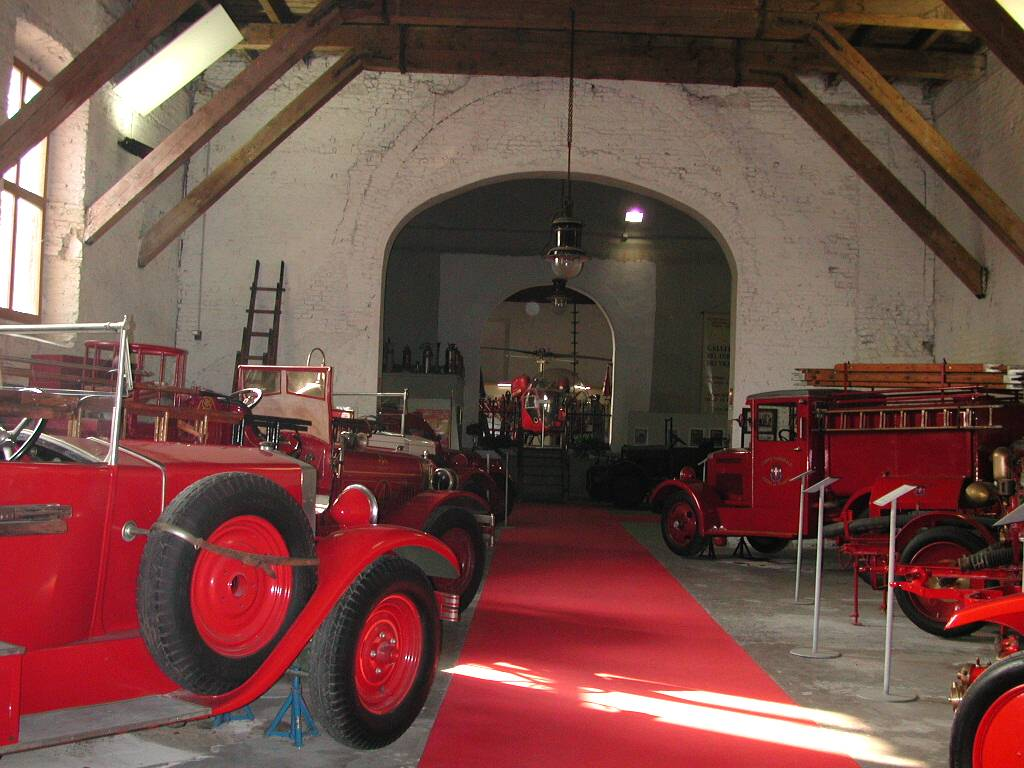
Interno della galleria

La Galleria storica dei vigili del fuoco di Mantova è la maggiore esposizione in Italia, dei mezzi e dei cimeli storici dei vigili del fuoco.

## Esposizione
Il materiale esposto è copioso e vario; si passa da cimeli storici statici come divise, elmetti ed altri attrezzi, ai mezzi a motore (automezzi, natanti e addirittura un elicottero) provenienti da tutto il territorio nazionale. I mezzi di trasporto sono quelli di produzione nazionale ed anche estera purché utilizzati dai vigili del fuoco italiani. Le testimonianze storiche degli oggetti esposti datano fin dai primi anni del settecento, sono presenti carrozze a cavallo e addirittura una pompa trainata a vapore. Si tratta di veri e propri capolavori meccanici dell'epoca per la maggior parte restaurati ed ancora funzionanti.

## La galleria
La galleria è ospitata in uno stabile nei pressi della torre di Sant'Alò in Largo vigili del fuoco a Mantova. Gli spazi e i locali occupati dalla galleria, fanno parte del complesso monumentale del Palazzo Ducale di cui erano le stalle.
Nata negli anni '90 del secolo scorso, per volontà di Nicola Colangelo, già comandante dei vigili mantovani, è gestita e curata dal Comando provinciale vigili del fuoco di Mantova in collaborazione con la Soprintendenza.
È aperta al pubblico nelle giornate di sabato dalle 14.30 alle 18.30, domenica e gli altri giorni festivi dalle 9.00 alle 12.30 e dalle 14.30 alle 18.30. a Nei giorni feriali sono possibili aperture estemporanee per le scolaresche o i gruppi organizzati previa prenotazione telefonica al Comando provinciale VV.FF. di Mantova. L'ingresso è gratuito.